# 李承鴻
李承鴻（1992年5月27日—），台灣男演員。2020年演出八大戲劇台偶像劇《因為我喜歡你》飾演受到霸凌的「李明煥」角色，2022年演出TVBS歡樂台自製八點檔《加油喜事》飾演「洪鴻」角色深受觀眾喜愛。

## 影視作品

### 電視劇／網路劇
| 年份              | 頻道                                                         | 劇名              | 飾演   |
| 2020年            | 台視主頻、八大戲劇台、 愛奇藝國際站                          |                   |        |
| 2020年            | 台視主頻、八大戲劇台、 愛奇藝國際站                          | 因為我喜歡你      | 李明煥 |
| 2022年            | 台視主頻                                                     | 因為我喜歡你      | 李明煥 |
| 2022年            | 台視主頻                                                     | 美麗人生-日出他鄉 | 土豆   |
| 2022年            | 台視主頻、TVBS歡樂台、 愛奇藝國際站、LINE TV、 LiTV 線上影視 | 美麗人生-日出他鄉 | 土豆   |
| 2022年            | 加油喜事                                                     | 洪鴻              |        |
| 2023年            | 加油喜事                                                     | 洪鴻              |        |
| 加油喜事-加油愛情 |                                                              | 洪鴻              |        |
| 加油喜事-守住愛情 |                                                              | 洪鴻              |        |
| 加油喜事-相信愛情 |                                                              | 洪鴻              |        |

## 廣告
- 2018深浦藥品深浦腸胃氣順散
- 2019淡水一信銀行好朋友篇
- 2023奇美家電WBC棒球經典賽奇美K系列OLED - 燒聲篇
- 2023生活泡沫系列笑門口篇、教室篇

## 音樂作品

### 單曲
| 年份   | 歌名   | 備註                                   |
| 2021年 | ON TOP | 與喻永翔、謝騰進、米奕安、林詠傑合唱。 |

## 外部連結
- 李承鴻的Facebook專頁
- 李承鴻的Instagram帳戶
- YouTube上的李承鴻頻道